# Porte-de-Seine
Porte-de-Seine est une commune française située dans le département de l'Eure, en région Normandie. Elle a été créée le 1er janvier 2018 avec le statut de commune nouvelle par fusion des anciennes communes de Porte-Joie et Tournedos-sur-Seine.
La commune de Porte-de-Seine compte 209 habitants en 2022.

## Géographie

### Hydrographie
La commune est située dans le bassin Seine-Normandie. Elle est drainée par la Seine, un bras de la Seine et divers autres petits cours d'eau,.

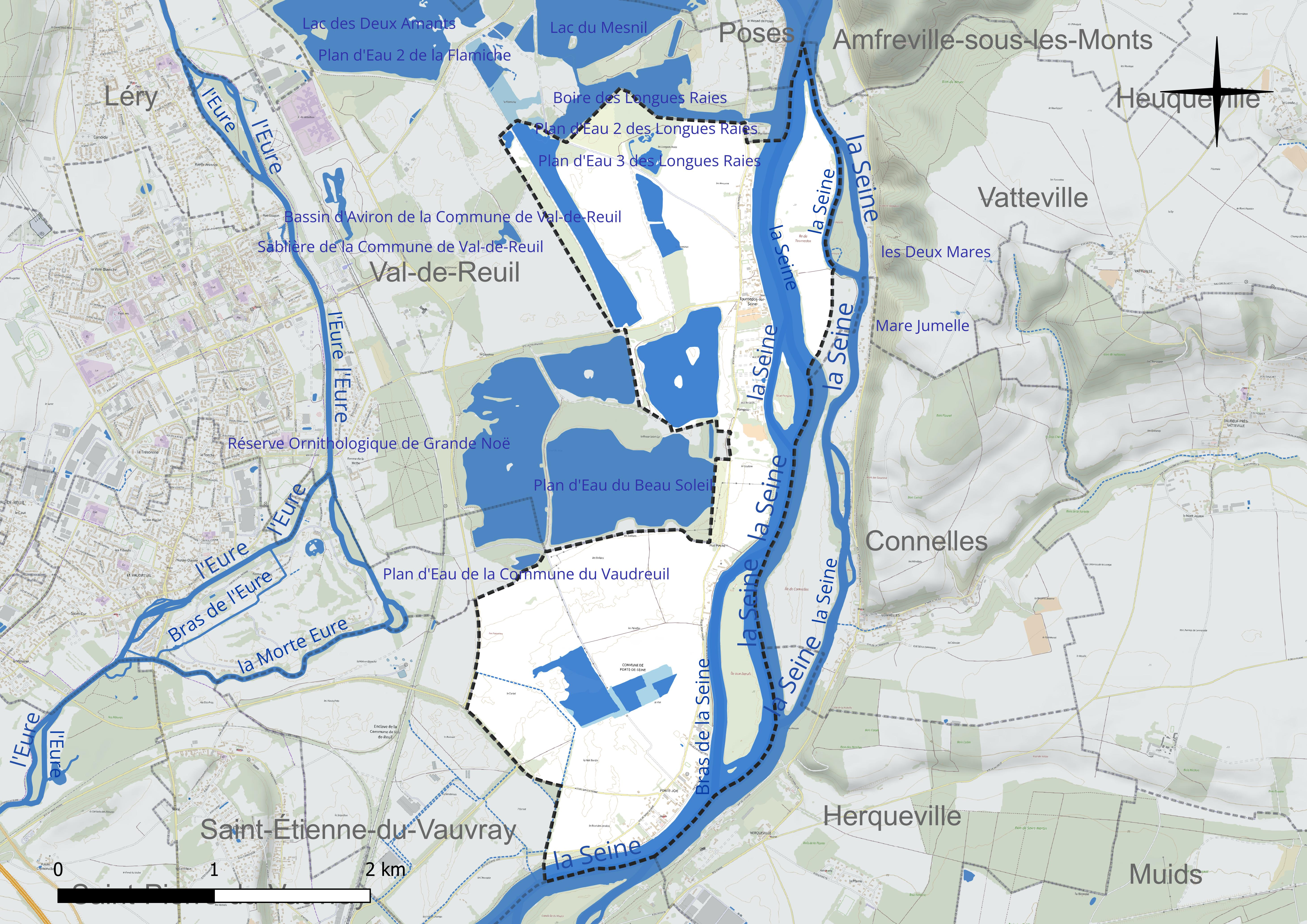
Réseau hydrographique de Porte-de-Seine.

Divers plans d'eau complètent le réseau hydrographique : la Boire des Longues Raies, d'une superficie totale de 20,7 ha (0 ha sur la commune), le bassin d'Aviron de la commune de Val-de-Reuil (19,5 ha), le plan d'eau 1 du Cheminet (5,9 ha), le plan d'eau 2 de la Flamiche, d'une superficie totale de 7,8 ha (0,2 ha sur la commune), le plan d'eau 2 des Longues Raies (0,3 ha), le plan d'eau 3 de la commune de Val-de-Reuil (0,5 ha), le plan d'eau 3 des Longues Raies (1,8 ha), le plan d'eau de la Bosse Saint-Cyr, d'une superficie totale de 44,4 ha (27,3 ha sur la commune), le plan d'eau du Beau Soleil, d'une superficie totale de 58,4 ha (0,1 ha sur la commune) et le Trou de Gribouille (0,1 ha),.

### Climat
Pour des articles plus généraux, voir Climat de la Normandie et Climat de l'Eure.
En 2010, le climat de la commune est de type climat océanique dégradé des plaines du Centre et du Nord, selon une étude du CNRS s'appuyant sur une série de données couvrant la période 1971-2000. En 2020, Météo-France publie une typologie des climats de la France métropolitaine dans laquelle la commune est exposée à un climat océanique et est dans la région climatique Côtes de la Manche orientale, caractérisée par un faible ensoleillement (1 550 h/an) ; forte humidité de l’air (plus de 20 h/jour avec humidité relative > 80 % en hiver), vents forts fréquents. Parallèlement le GIEC normand, un groupe régional d’experts sur le climat, différencie quant à lui, dans une étude de 2020, trois grands types de climats pour la région Normandie, nuancés à une échelle plus fine par les facteurs géographiques locaux. La commune est, selon ce zonage, exposée à un « climat des plateaux abrités », correspondant aux plaines agricoles de l’Eure, avec une pluviométrie beaucoup plus faible que dans la plaine de Caen en raison du double effet d’abri provoqué par les collines du Bocage normand et par celles qui s’étendent sur un axe du Pays d'Auge au Perche.
Pour la période 1971-2000, la température annuelle moyenne est de 11,3 °C, avec  une amplitude thermique annuelle de 14,3 °C. Le cumul annuel moyen de précipitations est de 729 mm, avec 11,8 jours de précipitations en janvier et 8 jours en juillet. Pour la période 1991-2020, la température moyenne annuelle observée sur la station météorologique la plus proche, située sur la commune de Muids à 4 km à vol d'oiseau, est de 12,0 °C et le cumul annuel moyen de précipitations est de 609,1 mm,. Pour l'avenir, les paramètres climatiques de la commune estimés pour 2050 selon différents scénarios d’émission de gaz à effet de serre sont consultables sur un site dédié publié par Météo-France en novembre 2022.

## Urbanisme

### Typologie
Au 1er janvier 2024, Porte-de-Seine est catégorisée commune rurale à habitat dispersé, selon la nouvelle grille communale de densité à 7 niveaux définie par l'Insee en 2022.
Elle est située hors unité urbaine. Par ailleurs la commune fait partie de l'aire d'attraction de Louviers, dont elle est une commune de la couronne,. Cette aire, qui regroupe 44 communes, est catégorisée dans les aires de 50 000 à moins de 200 000 habitants,.

## Toponymie
Ce néo-toponyme est un condensé des deux noms des communes Porte-Joie et de Tournedos-sur-Seine.
L'emploi du mot « porte », au sens de passage, en toponymie est rare.
La nouvelle commune est riveraine de la Seine.

## Histoire
La commune nouvelle de Porte-de-Seine est née officiellement par la parution au Journal officiel d’un arrêté du préfet de l’Eure en date du 6 décembre 2017. La commune nouvelle de Porte-de-Seine est créée en lieu et place des communes de Tournedos-sur-Seine et de Porte-Joie à compter du 1er janvier 2018, dans le canton de Val-de-Reuil, arrondissement des Andelys.

## Politique et administration

### Conseil municipal
Jusqu'aux prochaines élections municipales de 2020, le conseil municipal de la nouvelle commune est constitué de tous les conseillers municipaux issus des conseils des anciennes communes. Le maire de chacune d'entre elles devient maire délégué.
| Nom                 | Code Insee | Intercommunalité | Superficie (km2) | Population (dernière pop. légale) | Densité (hab./km2) |
| ------------------- | ---------- | ---------------- | ---------------- | --------------------------------- | ------------------ |
| Porte-Joie (siège)  | 27471      | CA Seine-Eure    | 5,91             | 109 (2014)                        | 18                 |
| Tournedos-sur-Seine | 27651      | CA Seine-Eure    | 6,65             | 105 (2014)                        | 16                 |

### Liste des maires
| Période                                  | Période  | Identité           | Étiquette | Qualité                                  |
| ---------------------------------------- | -------- | ------------------ | --------- | ---------------------------------------- |
| janvier 2018                             | En cours | Jean-Philippe Brun | PS        | Salarié EDF père du député Philippe Brun |
| Les données manquantes sont à compléter. |          |                    |           |                                          |

## Démographie
L'évolution du nombre d'habitants est connue à travers les recensements de la population effectués dans la commune depuis sa création.

En 2022, la commune comptait 209 habitants, en évolution de −2,79 % par rapport à 2016 (Eure : −0,25 %, France hors Mayotte : +2,11 %).
| 2015 | 2020 | 2022 |
| ---- | ---- | ---- |
| 209  | 207  | 209  |

## Culture locale et patrimoine

### Lieux et monuments
- Église Sainte-Colombe (XVe, XVIe et XIXe)[16] ;
- Église Sainte-Cécile de Portejoie, détruite[17].